# 佐治亚科研联盟
佐治亚科研联盟（英語：Georgia Research Alliance）是一个基于美国佐治亚州亚特兰大的非营利机构，协调佐治亚州的公有与私有研究工作。